# Примов, Улан Бердибаевич
Улан Бердибаевич Примов (род. 7 декабря 1978, Ош, Ошская область) — депутат Жогорку Кенеша Кыргызской Республики VI и VII созывов (с 2015 года). Председатель Комитета по международным делам, обороне, безопасности и миграции Жогорку Кенеш VII созыва (с октября 2022 года).

## Биография

### Детство
Родился 7 декабря 1978 года в городе Оше Ошской области Киргизской ССР, в семье служащего.

### Образование
С 1985 по 1995 годы обучался в средней общеобразовательной школе имени Макаренко в селе Гульча Алайского района Ошской области.
В 1995 году был зачислен на финансово-экономический факультет Ошского технологического университета. В 2000 году окончил университет и сразу же поступил на юридический факультет Ошского государственного университета. В 2004 году получил диплом юриста.
Кандидат экономических наук Кыргызской Республики.

### Трудовая деятельность
Трудовую деятельность начал в 1998 году рабочим табачно-ферментационного завода, совмещал с учёбой в высшем учебном заведении.
После защиты диплома стал работать на различных должностях: ведущим специалистом, главным бухгалтером, начальником отдела экономики Алайского районного финансового отдела Ошской области.
В 2004 году стал учредителем ОсОО «Пэрити-Коал», в котором до 2014 года работал директором.
В 2007 году был избран депутатом Ошского городского кенеша II созыва. Возглавлял постоянную депутатскую комиссию по вопросам бюджета, экономики и финансов.
В 2012 году избран депутатом Ошского городского кенеша III созыва, в январе 2014 года избран на должность председателя городского кенеша.
В 2015 году избран депутатом Жогорку Кенеша Кыргызской Республики VI созыва по списку политической партии «СДПК».
В ноябре 2021 года избран депутатом VII созыва Жогорку Кенеша Кыргызской Республики от Алайского избирательного округа № 11. С января по октябрь 2022 года был заместителем председателя Жогорку Кенеша. С октября 2022 года является председателем Комитета по международным делам, обороне, безопасности и миграции.
Советник государственной службы 2 класса.

### Семья
Женат, отец четверых детей.